# Madhuca lanuginosa
Madhuca lanuginosa là một loài thực vật có hoa trong họ Hồng xiêm. Loài này được Ridl. mô tả khoa học đầu tiên năm 1926.